# (11435) 1931 UB
(11435) 1931 UB (1931 UB, 1984 UF1, 1990 EZ9, 1998 HT57) — астероїд головного поясу, відкритий 17 жовтня 1931.
Тіссеранів параметр щодо Юпітера — 3.478.